# Corso Francia
Corso Francia è una delle principali arterie di Torino, nonché, grazie a una lunghezza di 11,75 km complessivi, il corso rettilineo più lungo d'Europa. Tuttavia, poiché si ripartisce in tre differenti comuni (Torino, Collegno e Rivoli, seppur senza cambiare nome), il corso più lungo che si sviluppa interamente nella città di Torino è invece corso Regina Margherita, che parte dal Po e si prolunga in direzione ovest. 
La costruzione del rettilineo fu voluta da Vittorio Amedeo II di Savoia che, da Chambéry, la ordinò nel 1711.
Tra le sue maggiori intersezioni ci sono Corso Ferrucci, Piazza Bernini e Corso Lecce.

## Geografia
Il corso, partendo da piazza Statuto, lascia sulla sinistra i quartieri di Cit Turin e Pozzo Strada e passa a fianco alla Villa La Tesoriera e all'Alenia Aeronautica; uscendo dai confini della città di Torino, dopo 5 km, raggiunge prima Collegno e il Villaggio Leumann e successivamente Rivoli, dove incrocia il quartiere di Cascine Vica, sino ad arrivare ai piedi del Castello di Rivoli e terminare in piazza Martiri della Libertà a Rivoli, dove dà inizio a corso Susa. Questi percorre, nella sua integrità, un tracciato quasi perfettamente rettilineo: 4 km prima di Rivoli, ove i Gesuiti anticamente avevano un podere che desideravano preservare, lo stradone subisce una leggera deviazione.
Il tracciato di corso Francia prosegue poi verso la Val di Susa con la denominazione strada Statale 25 del Moncenisio.

## Arte, architettura e storia
Realizzata per editto regio dal 1711, la cosiddetta "strada di Francia" è quasi parallela alla precedente romana via Cozia o delle Gallie, ancora riconoscibile nell'attuale confine tra i comuni di Collegno e Grugliasco. 
Allora al centro dell'attività commerciale, questa via, ben lontana dall'essere inglobata nel corpus cittadino, s'immetteva in città dalla Porta di Susa, passando per via Dora Grossa, che oggi è conosciuta sotto il nome di via Garibaldi.
Durante l'assedio di Torino del 1706, l'area venne destinata all'accampamento francese, specie nelle zone intorno al Parco della Pellerina, mentre presso la Cittadella di Torino si svolsero molti combattimenti sanguinosi.
Nel marzo 1939 la prima parte del corso, da piazza Statuto a piazza Bernini, fu ridenominata corso Gabriele D'Annunzio in onore del poeta; durante la seconda guerra mondiale, a causa dell'entrata in guerra dell'Italia contro il paese transalpino, il resto del corso prese il nome di corso Italia. Con la fine delle ostilità, l'intero corso riassunse il nome originale.
Essendo un asse viario di fondamentale importanza per la corte, in quanto collegava in linea retta il centro cittadino, e quindi anche il Palazzo Reale di Torino, con il castello di Rivoli, la strada di Francia divenne naturale palcoscenico dell'espansione torinese e già dalla metà del XVIII secolo sorsero molte ville, appartenenti alla nobiltà cittadina, lungo il vialone, allora lungo 11 km, largo dodici metri e fiancheggiato da olmi.
Non sorprende, quindi, la presenza di alcuni storici palazzi come: 
- Villa La Tesoriera, antico edificio in stile piemontese, realizzato a partire dal 1713
- Casa Fenoglio-Lafleur, celebre palazzo in tipico stile liberty, all'angolo con via Principi d'Acaja
- Villino Raby, a poche decine di metri da via Principi d'Acaia, ora sede istituzionale dell'Ordine dei Medici-Chirurghi di Torino
- Casa della Vittoria, nel quartiere Cit Turin, in stile neo-gotico

Di particolare interesse, poi:
- il Villaggio Leumann, quartiere operaio sorto verso la fine del XIX secolo, esteso su una superficie di 60000 m²: le casette, ideate dall'imprenditore svizzero Napoleone Leumann, sono facilmente visibili da corso Francia, simbolo di un'epoca industriale ormai passata;
- la Chiesa della Visitazione, in Piazza del Monastero (rientrata), nel quartiere Parella (Torino)

### I due obelischi
L'intera lunghezza di corso Francia fu utilizzata nel 1760 per i calcoli matematici trigonometrici del fisico Giovanni Battista Beccaria in merito a una porzione di meridiano terrestre (il Gradus Taurinensis), eseguiti insieme ad altri punti geografici piemontesi di Andrate e di Mondovì. In ricordo di ciò, nel 1808 fu posto un piccolo obelisco, alto 7,94 metri, tra gli alberi in mezzo a piazza Statuto (anche chiamato "guglia Beccaria"), più uno gemello al fondo di corso Francia, a Rivoli. Al Beccaria fu anche intitolato il piccolo tratto di corso che parte dal giardinetto dell'obelisco di piazza Statuto verso corso Principe Eugenio.

## Trasporti pubblici
In tema di trasporti, corso Francia venne considerato fin dall'inizio di grande importanza, proprio perché in grado di garantire un rapido collegamento con Rivoli.
Il 17 settembre 1871 venne inaugurata una ferrovia a vapore a scartamento ridotto, poi ammodernata nella tranvia Torino-Rivoli, che percorreva per la quasi totalità il vialone, partendo dall'incrocio con via Principi d'Acaja per terminare presso il limitare di Rivoli. Nei primi anni, in una prima tratta lunga 148 m che collegava via Principi d'Acaja con piazza Bernini, il tragitto della ferrovia era sotterraneo e quindi percorreva una trincea che conduceva i binari allo stradone, in superficie. La tranvia venne realizzata dal piemontese Giovanni Colli, che per questa realizzazione, per altro anche molto messa in caricatura dalla stampa di allora, venne soprannominato Padron dël vapor (Padrone del vapore). Trasformata in tranvia a scartamento normale nel 1914, fu soppressa nel 1955 e sostituita dalla filovia Torino-Rivoli, attiva fino al 1979.
Oggi la metropolitana di Torino, inaugurata nel 2006, corre per lungo tratto sotto l'asse viario di corso Francia; essa sostituisce la linea 1 di tram, attiva dal 1982 all'inizio dei lavori nel 2000 e poi esercitata con autobus. In precedenza altre linee tramviarie percorrevano il corso, come il tram 6 fin dagli anni 1940. 
Le stazioni della metropolitana in corso Francia sono nove:  Principi d'Acaja, Bernini, Racconigi, Rivoli (piazza), Monte Grappa, Pozzo Strada, Massaua, Marche, Paradiso (nel comune di Collegno). È in corso il prolungamento della linea in direzione Rivoli, nel quale sono previste ulteriori tre stazioni: Collegno Centro, Leumann e Cascine Vica.

## Galleria d'immagini

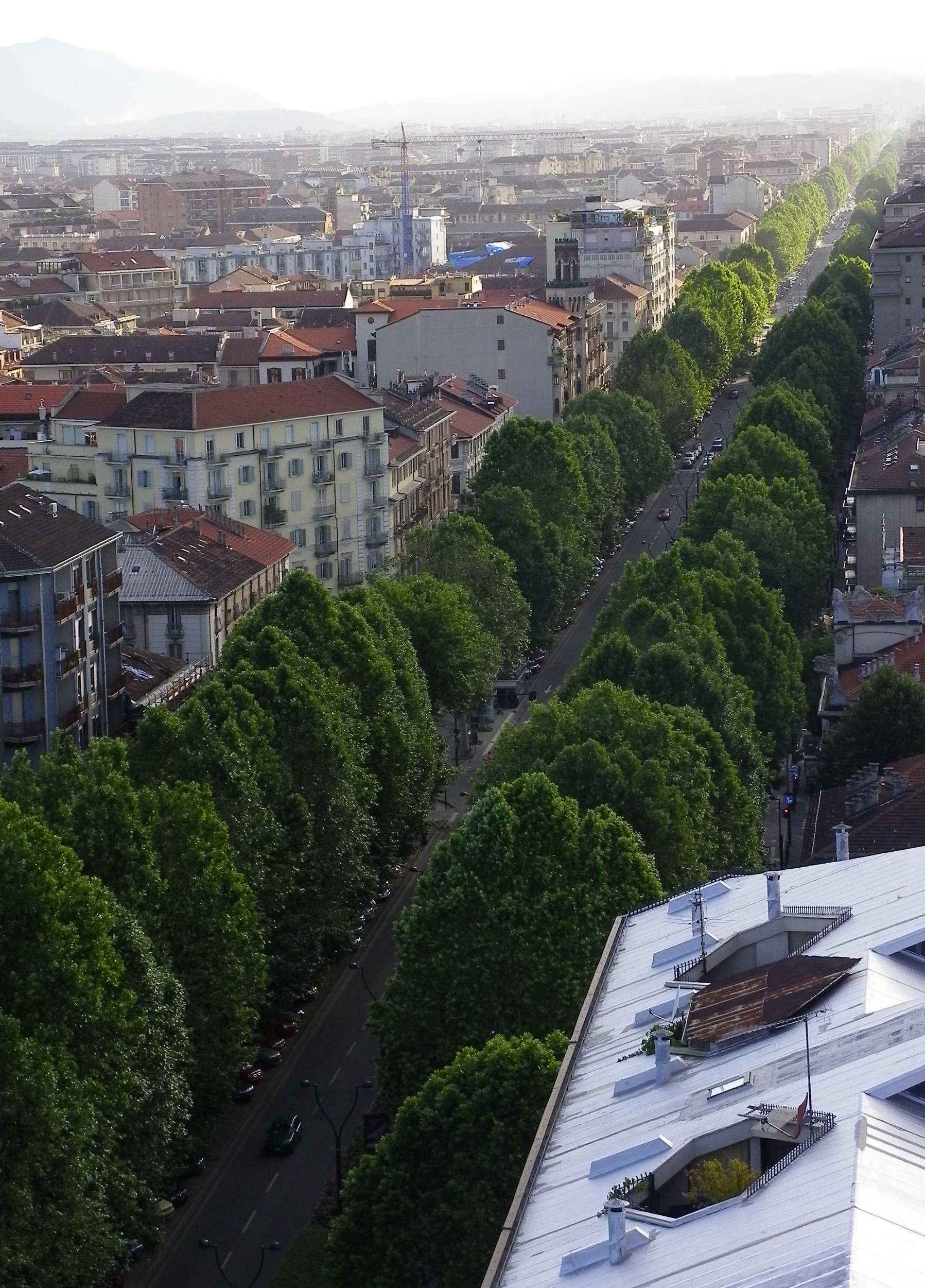
Corso Francia da piazza Statuto
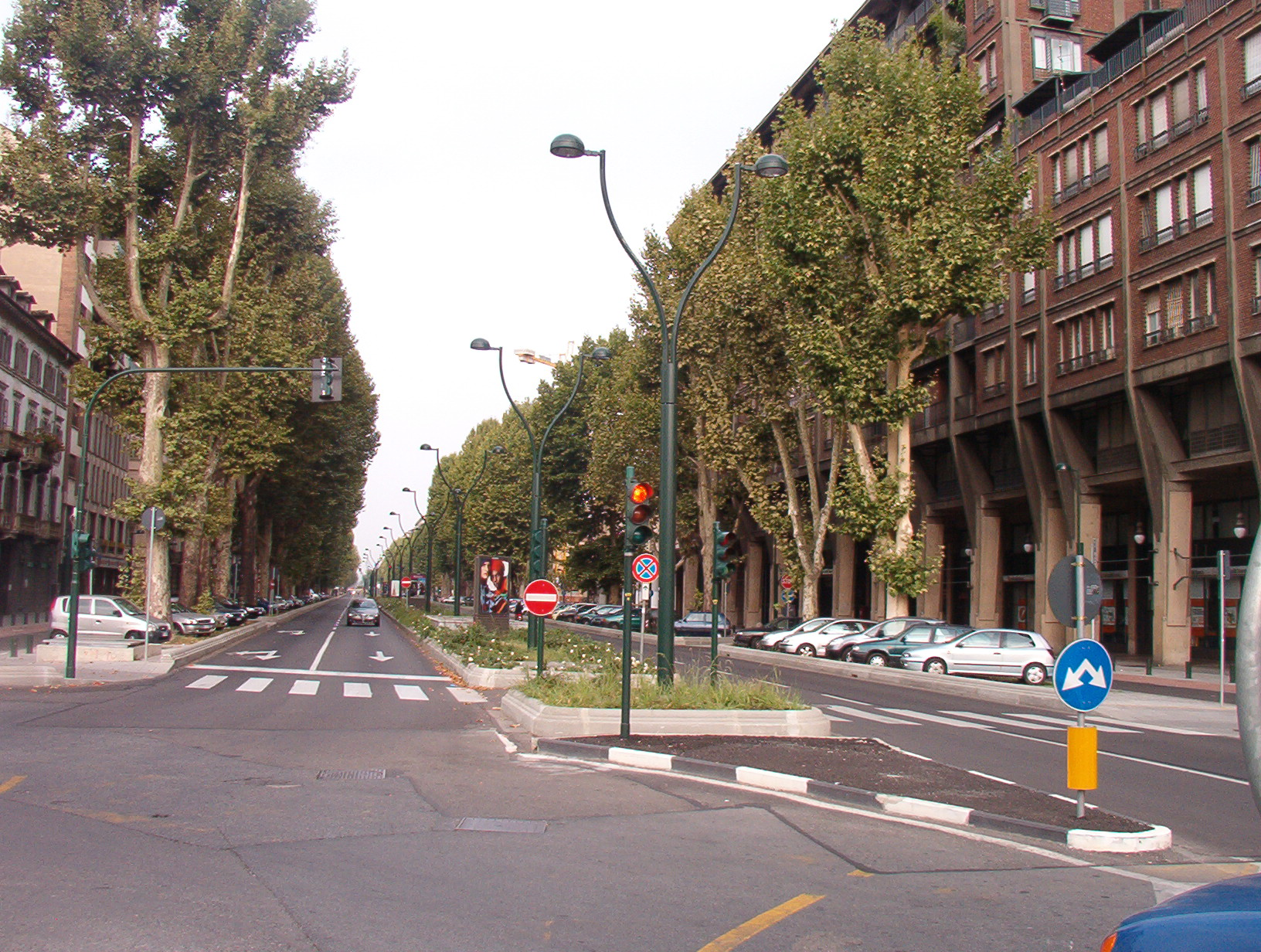
L'inizio di Corso Francia
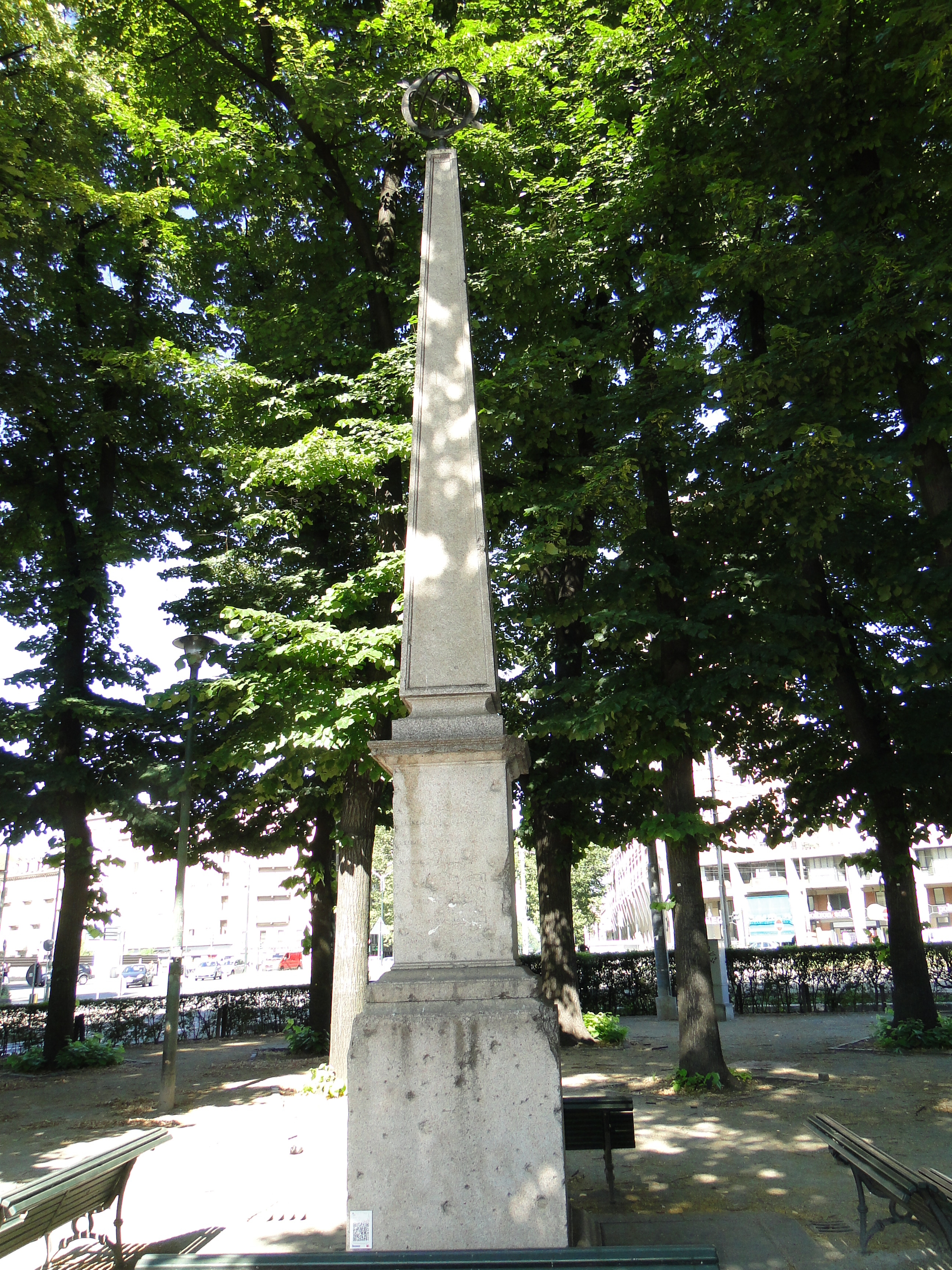
L'obelisco detto "guglia Beccaria"
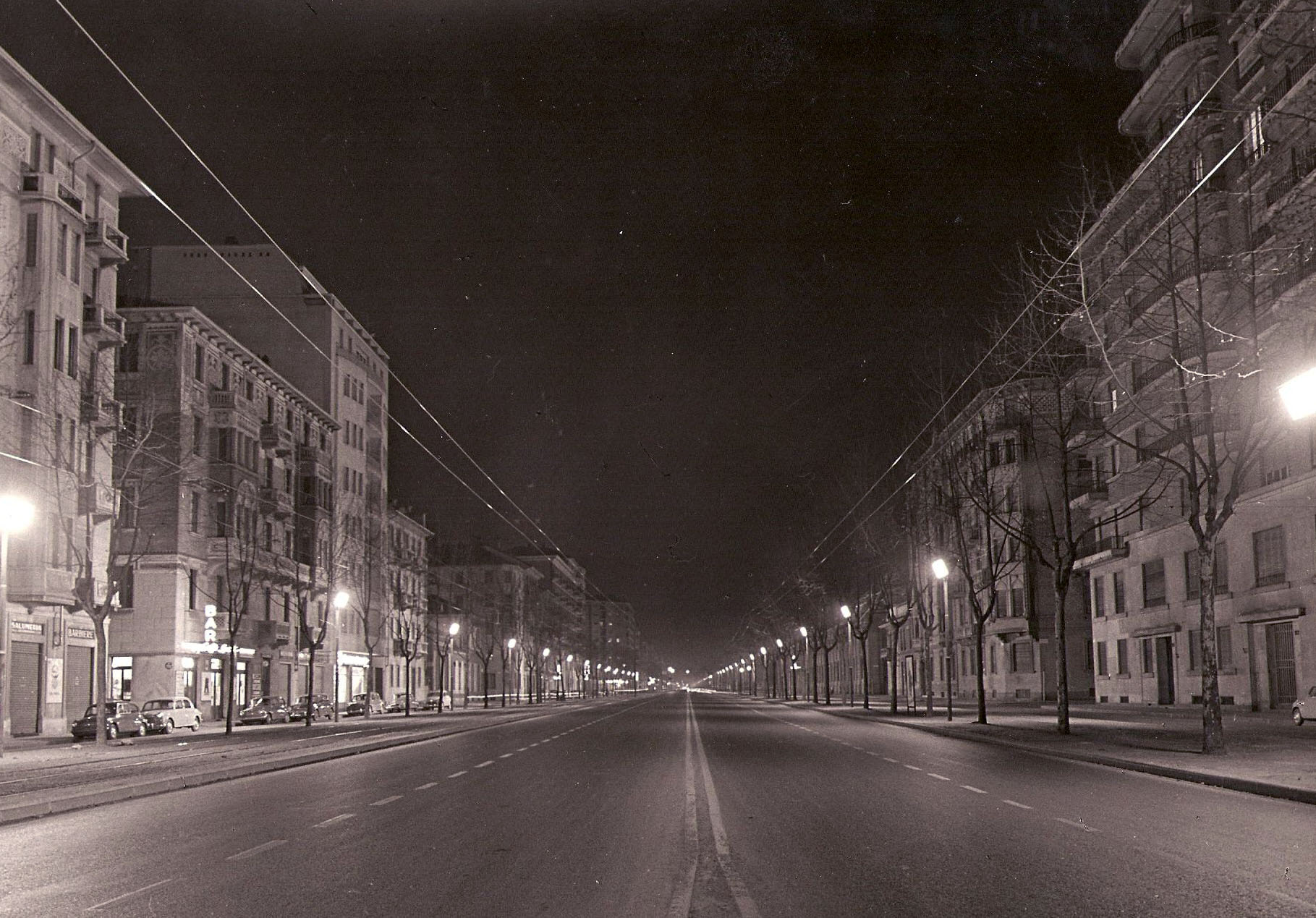
Illuminazione di corso Francia negli anni '60 con i "cassoni a doppia emissione", su progetto di Guido Chiarelli
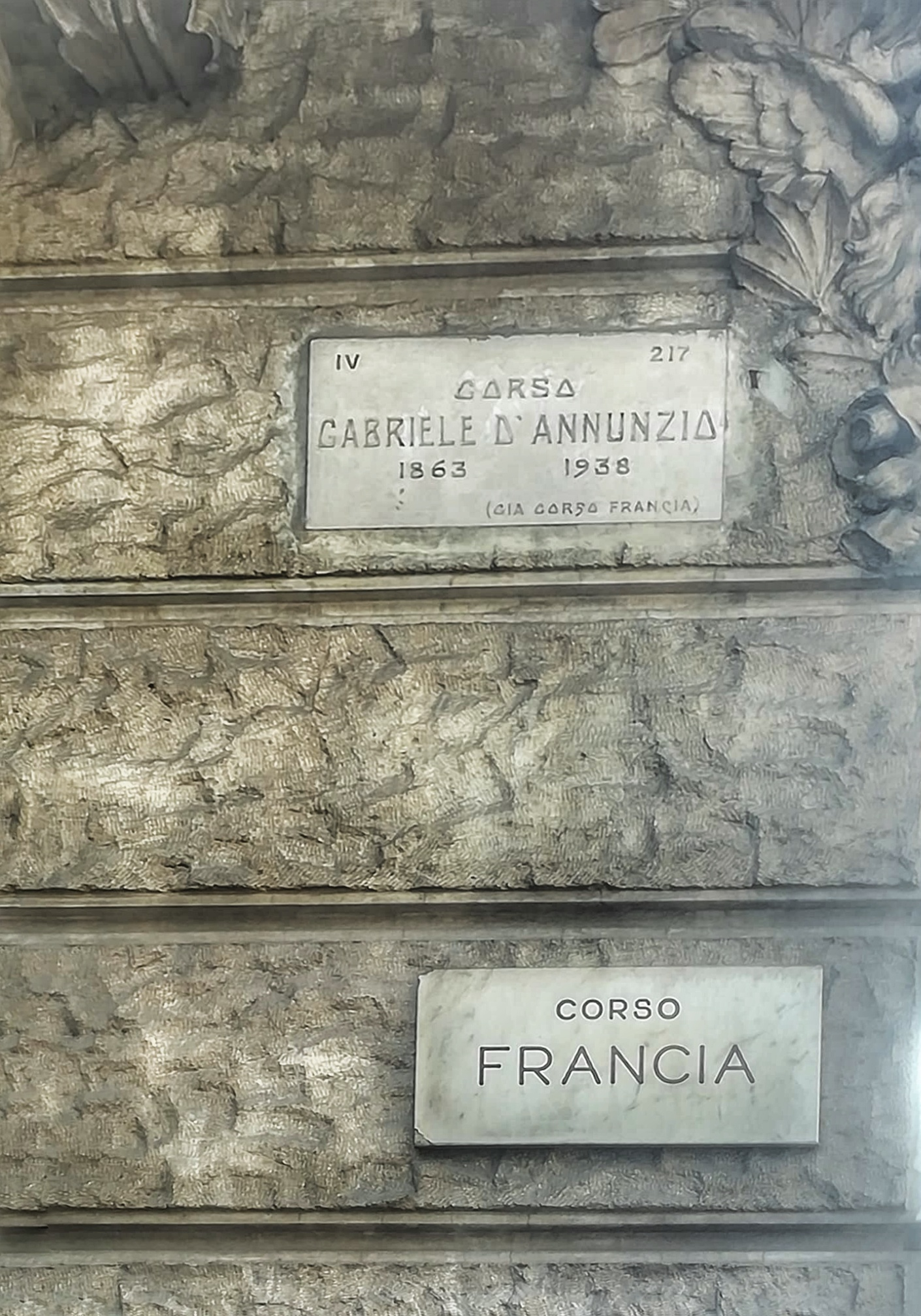
Targa corso Gabriele D'Annunzio - Già Corso Francia
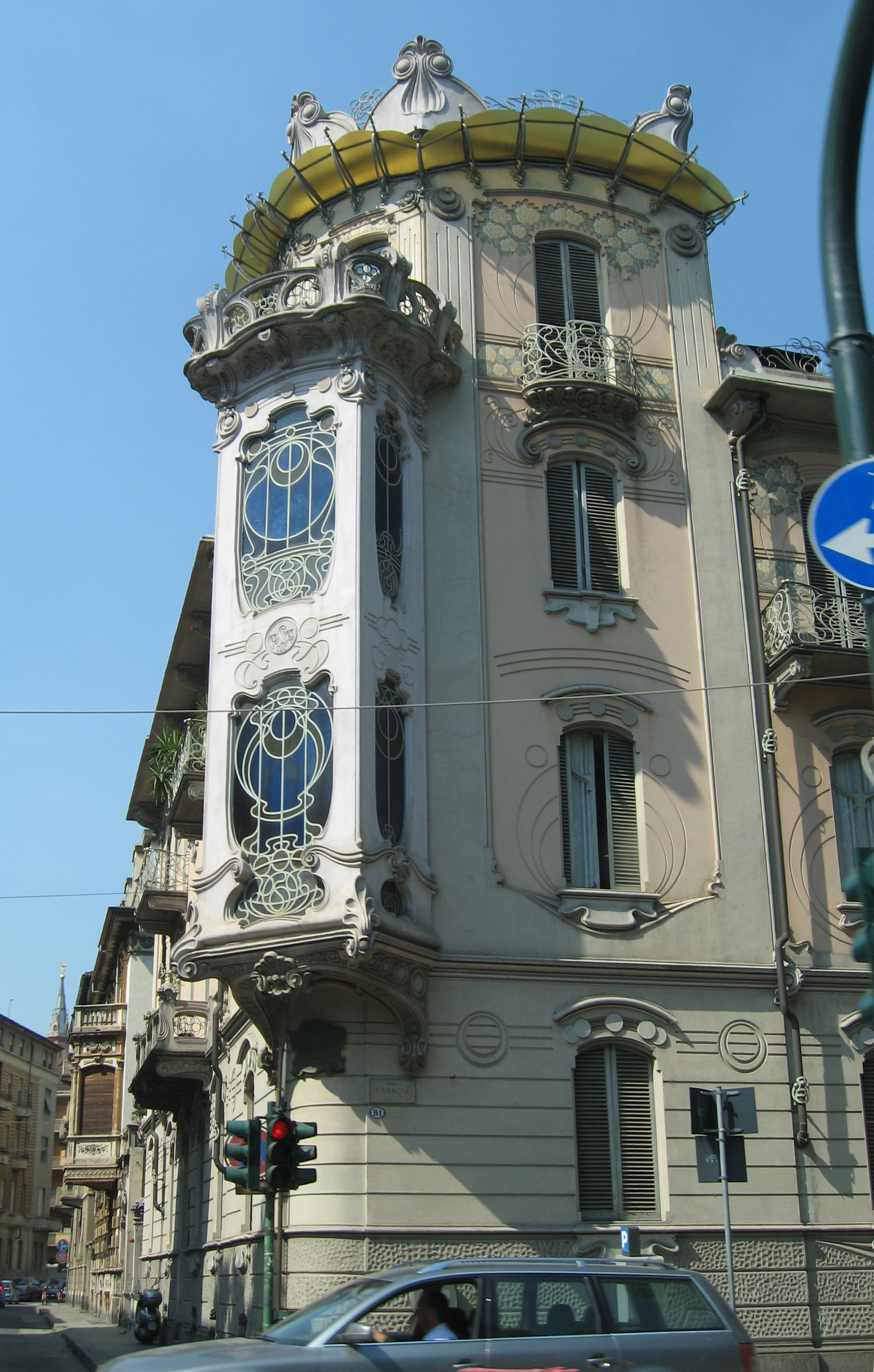
Casa Fenoglio-Lafleur
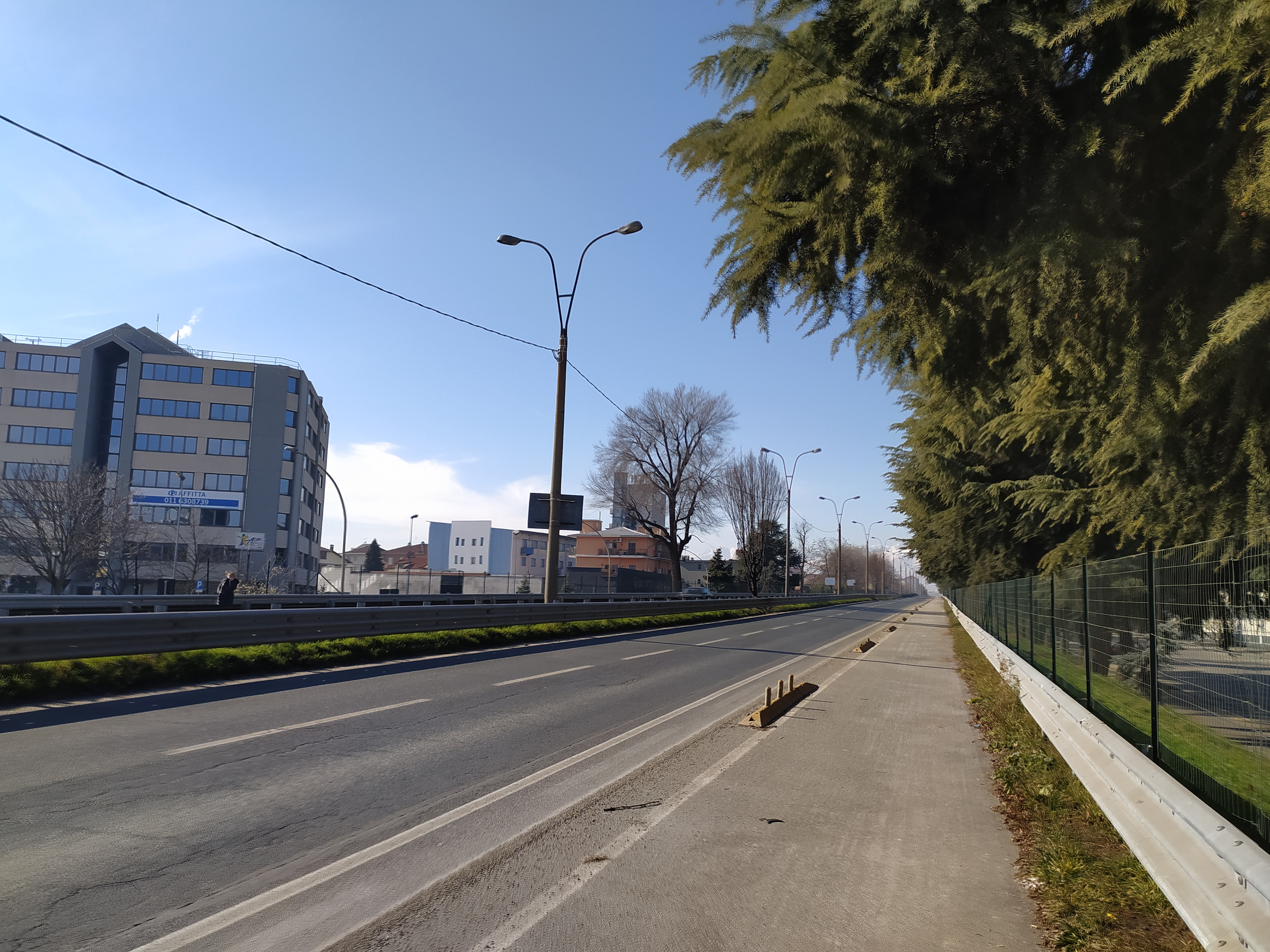
Cavalcavia di Corso Francia sulla ferrovia
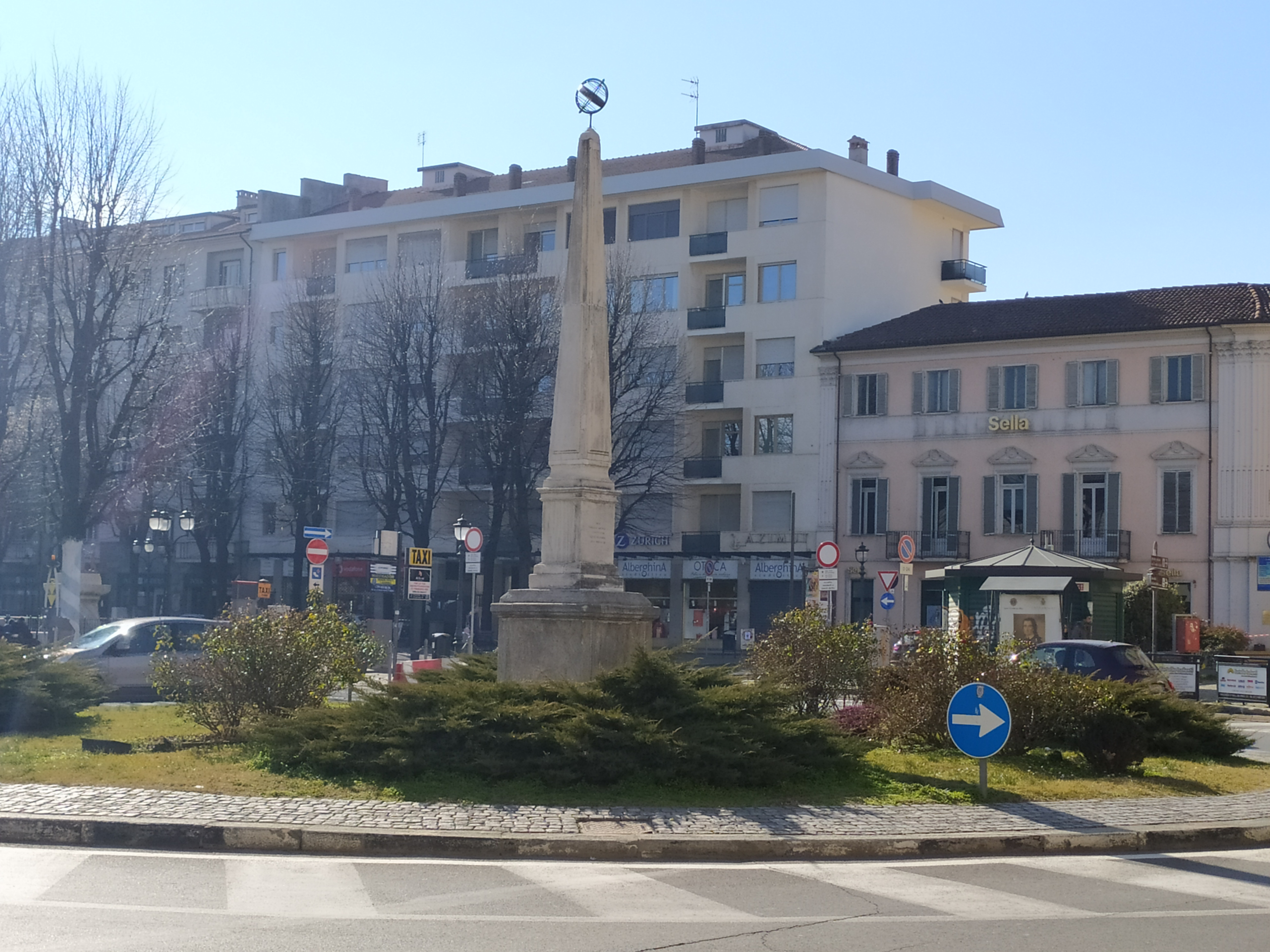
Obelisco a Rivoli, al fondo di Corso Francia